# Соната для фортепіано № 12 (Моцарт)
Соната для фортепіано № 12 В. А. Моцарта, KV 332, фа мажор. Час написання невідомий, але не пізніше 1783 року.[джерело?] Складається з трьох частин:
1. Allegro — в сонатній формі
2. Adagio — в тональності Сі-бемоль мажор
3. Allegro assai — в сонатній формі

Соната триває близько 25 хвилин.
|   |
| 1 |

|   |
| 2 |

|   |
| 3 |

|   |
| 4 |

|   |
| 5 |

|   |
| 6 |

|   |
| 7 |